# Saison 11 de La Boîte à musique
Chronologie
Saison 10
Cet article présente les épisodes de la onzième saison de l'émission de télévision La Boîte à musique.

## Présentation
La saison, composée de cinq émissions, est diffusée du 1er au 29 juillet 2016. Les émissions sont sous-titrées Les Défis de Zygel.
L'émission du vendredi 1er juillet 2016 attire seulement 359 000 téléspectateurs, soit 4,5 % de part de marché.

## Liste des émissions

### Vendredi1erjuillet 2016
Invités
Francis Lalanne (chanteur), Vincent Dedienne (comédien, humoriste) et Edgar Moreau (violoncelliste).
Interprète vedette
Quatuor Zahir (saxophones).
Le Quiz
- Sonate en la mineur de Domenico Scarlatti ;
- Troisième danse de travers d'Erik Satie ;
- Rythme bulgare de Béla Bartók ;
- Les Lys naissants de François Couperin ;
- Rêverie, extrait des Scènes d'enfants op.15 de Robert Schumann.

Morceaux interprétés
- Rhapsodish d'Alexis Ciesla, par le Quatuor Zahir ;
- Salut d'Amour d'Edward Elgar, par Edgar Moreau (violoncelle) et Jean-François Zygel (piano) ;
- Bagatelles nos 1, 4 et 6 pour quintette à vent de György Ligeti, par le Quatuor Zahir ;
- Bagatelle no 11 en si bémol majeur op.119 de Ludwig van Beethoven, par Jean-François Zygel (piano) ;
- Fantasiestück no 1 de Robert Schumann, par Edgar Moreau (violoncelle) et Jean-François Zygel (piano) ;
- Troisième mouvement (Nocturne) du Quatuor à cordes no 2 en ré majeur d'Alexandre Borodine, par le Quatuor Zahir ;
- Troisième mouvement de la Sonate pour violoncelle et piano en sol mineur op.65 de Frédéric Chopin, par Edgar Moreau (violoncelle) et Jean-François Zygel (piano) ;
- Improvisation jazz sur La Chanson d'Hélène de Philippe Sarde, composée pour le film Les Choses de la vie (Claude Sautet), par Giovanni Mirabassi (piano) ;
- Improvisation jazz sur la musique du film Le Château dans le ciel (Hayao Miyazaki) composée par Joe Hisaishi, par Giovanni Mirabassi (piano) ;
- Musique du film Aucun regret (Emmanuel Mouret) composée par Giovanni Mirabassi, par Giovanni Mirabassi (piano) ;
- Gigue de la Suite pour violoncelle no 3 en do majeur de Johann Sebastian Bach, par Edgar Moreau (violoncelle) ;
- Improvisation sur The Dark Side de Jean-Denis Michat, par le Quatuor Zahir et Jean-François Zygel (piano) ;
- Deuxième mouvement de la Sonate pour violoncelle et piano en ré mineur op.40 de Dmitri Chostakovitch, par Edgar Moreau (violoncelle) et Jean-François Zygel (piano).

L'Instrument rare
L'harmonica de verre présenté par Thomas Bloch. Ce dernier joue Grave et Commodetto de Karl Leopold Rollig, puis l'Adagio pour harmonica de verre de Wolfgang Amadeus Mozart. Il improvise également avec Edgar Moreau au violoncelle et Jean-François Zygel au piano.
Le Point technique
Le rubato.

### Vendredi 8 juillet 2016
Invités
Sinclair (chanteur), Michel Fugain (chanteur), Diane Ducret (auteure).
Interprètes vedettes
Chœur La Tempête, dirigé par Simon-Pierre Bestion ;
François-René Duchâble (piano).
Les Quiz
Michel Fugain doit reconnaître les morceaux de Johann Sebastian Bach
- Prélude no 2 en do mineur, extrait du Clavier bien tempéré ;
- Jesus bleibet meine Freude, extrait de Jésus que ma joie demeure ;
- Huitième invention en fa majeur.

Sinclair doit reconnaître les morceaux de Sergueï Rachmaninov
- Concerto pour piano no 2 en do mineur op.18 ;
- Étude-Tableau op.39 no 5 en mi bémol mineur « Appassionato » ;
- Prélude op.3 no 2 en ut dièse mineur ;
- Concerto pour piano en fa dièse mineur op.1.

Diane Ducret doit reconnaitre les morceaux utilisant le « thème du cheval » (tagada)
- Guillaume Tell de Gioachino Rossini ;
- Symphonie no 40 en sol mineur de Wolfgang Amadeus Mozart ;
- Badinerie de l'Ouverture no 2 en si mineur de Johann Sebastian Bach.

Morceaux interprétés
- Prélude op.23 no 5 en sol mineur de Sergueï Rachmaninov, par François-René Duchâble (piano) ;
- Réjouis toi, Vierge, extrait de Les Vêpres de Sergueï Rachmaninov, par le chœur La Tempête ;
- Valse en do dièse mineur op.64 no 2 « Pure » de Frédéric Chopin, par François-René Duchâble (piano) ;
- Étude op.10 no 12 en do mineur « Étude révolutionnaire » de Frédéric Chopin, par François-René Duchâble (piano) ;
- Chant nuptial op.15 d'Ernest Chausson, par le chœur La Tempête et Jean-François Zygel (piano) ;
- Je n'aurai pas le temps de Pierre Delanoë et Michel Fugain, par Michel Fugain et le chœur La Tempête ;
- Danse rituelle du feu, extrait de L'Amour sorcier de Manuel de Falla, par François-René Duchâble (piano) ;
- Hear my prayer, extrait de The Indian Queen d'Henry Purcell, par le chœur La Tempête et Jean-François Zygel (piano) ;
- Pavane puis Basse Danse puis Haute Danse, par l'ensemble Doulce mémoire ;
- Marche no 1 en ut majeur pour piano à quatre mains de Ludwig van Beethoven, par François-René Duchâble et Jean-François Zygel (piano).

La pépite
Cantabile de Frédéric Chopin, par Jean-François Zygel (piano).
Le Petit point technique
L'arpège.

### Vendredi 15 juillet 2016
Invités
Liane Foly (chanteuse), Marie-Claude Pietragalla (danseuse) et Laurent Naouri (baryton-basse).
Interprètes vedettes
Ensemble Perspectives (quintette vocal).
Le Quiz
Savoir si les morceaux ont été écrits pour la voix ou l'instrument
- Étude no 3 op.10 en mi majeur « Tristesse » de Frédéric Chopin ;
- Bonsoir, bonne nuit, berceuse de Johannes Brahms ;
- Symphonie no 9 en mi mineur op.95 « Du Nouveau Monde » d'Antonín Dvořák ;
- Pavane op.50 en fa dièse mineur de Gabriel Fauré ;
- Rêves d'amour de Franz Liszt.

Morceaux interprétés
- Creole Love Call de Duke Ellington, par l'Ensemble Perspectives ;
- Life on Mars? de David Bowie, par l'Ensemble Perspectives ;
- Air de Lenski, extrait d'Eugène Onéguine de Piotr Ilitch Tchaïkovski, par Laurent Naouri (baryton-basse) et Jean-François Zygel (piano) ;
- Lamento de Vladimir (version bossa nova de l'Air de Lenski) de Laurent Naouri, par Laurent Naouri (baryton-basse) et Frédéric Loiseau (guitare) ;
- Die Nacht de Franz Schubert, par l'Ensemble Perspectives ;
- Au fur et à mesure de Liane Foly, André Manoukian et Philippe Viennet, par Liane Foly et l'Ensemble Perspectives ;
- Après un rêve, extrait de Trois mélodies op.7 de Gabriel Fauré, par Cyrille Dubois (ténor) et Jean-François Zygel (piano) ;
- Hôtel, extrait des Banalités de Francis Poulenc, par Cyrille Dubois (ténor) et Jean-François Zygel (piano) ;
- Voler la nuit de Liane Foly, André Manoukian et Philippe Viennet, par Cyrille Dubois (ténor) et Jean-François Zygel (piano) ;
- Secondatte, aurette amiche, extrait de Così fan tutte de Wolfgang Amadeus Mozart, par Cyrille Dubois (ténor), Laurent Naouri (baryton-basse) et Jean-François Zygel (piano) ;
- Priez pour Paix de Francis Poulenc, par l'Ensemble Perspectives ;
- Les berceaux, extrait de Trois mélodies op.23 de Gabriel Fauré, par Laurent Naouri (baryton-basse) et Frédéric Loiseau (guitare) ;
- Chanson de l'amour de loin de Maurice Ohana, par l'Ensemble Perspectives ;

La pépite
Épitaphe de Seikilos, plus veille composition musicale, découverte en Asie Mineure.
Le Petit point technique
Les intervalles (tierce, quarte, seconde, sixte, septième, quinte).

### Vendredi 22 juillet 2016
Invités
Christophe (chanteur), Macha Méril (actrice) et Sarah Nemtanu (violoniste).
Interprète vedette
Quatuor Varèse.
Le Quiz
Identifier les grandes œuvres pour violon.
- Concerto pour violon no 2 en mi mineur op.64 de Felix Mendelssohn ;
- Concerto pour violon en ré majeur op.61 de Ludwig van Beethoven ;
- Chaconne de la Partita pour violon seul no 2 en ré mineur de Johann Sebastian Bach ;
- 24e caprice pour violon solo en la mineur de Niccolò Paganini.

Morceaux interprétés
- Scherzo du Quatuor de Maurice Ravel, par le quatuor Varèse ;
- Rondo capriccioso en la mineur op.28 de Camille Saint-Saëns, par Sarah Nemtanu (violon) et Jean-François Zygel (piano) ;
- Deuxième mouvement du Quatuor no 3 op.41 no 3 en la majeur de Robert Schumann, par le quatuor Varèse ;
- Premier mouvement Quatuor no 14 en sol majeur op.10 no 1 « Le printemps » de Wolfgang Amadeus Mozart, par le quatuor Varèse ;
- Improvisation sur Les Mots bleus de Christophe, par Sarah Nemtanu (violon) et Jean-François Zygel (piano) ;
- Prélude no 1 en do majeur, extrait du Clavier bien tempéré de Johann Sebastian Bach, par Jean-François Zygel (piano) ;
- Première des Trois Pièces pour quatuor à cordes d'Igor Stravinsky, par le quatuor Varèse ;
- L'Alouette de Grigoraș Dinicu, par Sarah Nemtanu (violon) et Jean-François Zygel (piano) ;
- Prélude et Allegro de Fritz Kreisler, par Sarah Nemtanu (violon) et Jean-François Zygel (piano) ;
- Troisième mouvement du Quatuor à cordes en fa majeur op.59 no 1 de Ludwig van Beethoven, par le quatuor Varèse ;
- Mélodie, extrait de Souvenir d’un lieu cher de Piotr Ilitch Tchaïkovski, par Sarah Nemtanu (violon) et Jean-François Zygel (piano) ;

L'Instrument rare.
Le monocorde à clavier ou monocorde de Poussot présenté par Franck Marty.
- Deuxième mouvement du Trio en mi bémol majeur pour piano et cordes no 2 op.100 de Franz Schubert ;
- Le Cygne, extrait du Carnaval des animaux de Camille Saint-Saëns.
- Musique du film d'Au nom de tous les miens de Maurice Jarre ;
- Aline de Christophe ;
- Hora, traditionnel roumain ;

Le Petit point technique
Les altérations.
La pépite
Élégie en la bémol majeur de Richard Wagner.
Esquissée pour l'opéra Tristan und Isolde, elle ne sera terminée que bien des années plus tard. Elle aurait été jouée par Wagner la veille de sa mort.

### Vendredi 29 juillet 2016
Invités
Hugues Aufray (chanteur), Pauline Croze (chanteuse) et Isabelle Druet (mezzo-soprano).
Interprète vedette
Trio Alborada (guitares).
Les Quiz
Reconnaitre les thèmes classiques joués dans le style bossa nova.
- Ellens dritter Gesang (Ave Maria) de Franz Schubert ;
- Bagatelle en la mineur « La Lettre à Élise » de Ludwig van Beethoven ;
- Quintette en la majeur « La Truite » de Franz Schubert.

Reconnaitre les thèmes de jazz.
- Summertime, extrait de Porgy and Bess de George Gershwin ;
- Caravan de Duke Ellington ;
- St. Louis Blues de W.C. Handy ;
- A Night in Tunisia de Dizzy Gillespie.

Morceaux interprétés
- Scaramouche de Darius Milhaud, par le Trio Alborada ;
- Aragonaise, extrait de Carmen de Georges Bizet, par le Trio Alborada ;
- Séguédille, extrait de Carmen de Georges Bizet, par le Trio Alborada, Isabelle Druet (mezzo-soprano) et Jean-François Zygel (piano) ;
- Nana, berceuse de Manuel de Falla, par Isabelle Druet (mezzo-soprano) et Jean-François Zygel (piano) ;
- Come Away, Death, extrait de Songs of the Clown op.29 de Erich Wolfgang Korngold, par Isabelle Druet (mezzo-soprano) et Jean-François Zygel (piano) ;
- Danse macabre op.40 de Camille Saint-Saëns, par le Trio Alborada ;
- My Funny Valentine, extrait de Place au rythme de Richard Rodgers et Lorenz Hart, par Médéric Collignon (cornet à pistons) et Jean-François Zygel (piano) ;
- Improvisation de scat, par Médéric Collignon (scat) et Jean-François Zygel (piano) ;
- La Terre est si belle de Hugues Aufray et Jean-Pierre Sabard, par Hugues Aufray (chanteur), Médéric Collignon (cornet à pistons) et le Trio Alborada ;
- Le Petit Âne gris de Hugues Aufray et Vline Buggy, par Isabelle Druet (mezzo-soprano) et Jean-François Zygel (piano) ;
- Rhûn de Bernard Piris, par le Trio Alborada ;
- La Jeune Fille et la Mort op.7 no 3 de Franz Schubert, par Isabelle Druet (mezzo-soprano) et Jean-François Zygel (piano) ;
- Improvisation sur Wight Is Wight de Michel Delpech, par Médéric Collignon (cornet à pistons) et Jean-François Zygel (piano).

La pépite
Feuillet d'album d'Alexandre Scriabine.
Le Petit point technique
La pédale (bourdon).